# Can't Feel My Face
«Can't Feel My Face» (en español: No Puedo Sentir Mi Cara) es una canción interpretada por el cantante canadiense The Weeknd, perteneciente al género pop. La canción fue lanzada el 8 de junio de 2015 como tercer sencillo de su segundo álbum de estudio Beauty Behind the Madness. Fue escrita por Ali Payami, Savan Kotecha, Max Martin, Abel Tesfaye y Peter Svensson. Líricamente, la canción trata sobre las emociones que siente cuando está rodeado por su amor, que son similares al consumo de drogas. Recibió críticas positivas por parte de los especialistas, que notaron similitudes entre la canción y el trabajo de Michael Jackson.
La revista Rolling Stone la clasificó como la mejor canción de 2015. También fue nominada a dos premios Grammy: Grabación del Año y Mejor Interpretación Solista Pop. La canción experimentó un rotundo éxito comercial, alcanzando el número uno tanto en la lista estadounidense Billboard Hot 100 como en el Canadian Hot 100 de su país nativo. El sencillo también ha alcanzado su pico en el número uno en Nueva Zelanda, Dinamarca, Irlanda y Sudáfrica, y fue uno de los primeros 10 en otros países, como Australia, los Países Bajos, Noruega y el Reino Unido. Al 24 de marzo de 2016, la canción casi alcanzaba los 500 millones de reproducciones en Spotify. La canción fue interpretada durante el espectáculo de medio tiempo del Super Bowl LV el 7 de febrero de 2021.

## Antecedentes y composición
La canción fue filtrada a finales de mayo de 2015. Fue lanzada oficialmente el 8 de junio de 2015, tras la actuación de The Weeknd en la Conferencia Mundial de Desarrolladores de Apple en el mismo día.
La canción está compuesta en una tonalidad de la menor y tiene un tempo de 108 pulsos por minuto. El rango vocal abarca desde E3 a E5. Diversas fuentes señalan que la letra de la canción trata sobre la cocaína. Musicalmente, Alice Vicente del Daily Telegraph la describió como «una canción pop optimista y cargada de sintetizadores», mientras que Andy Kellman de Allmusic como «una elegante pieza de retro-moderno disco-funk».

## Recepción

### Crítica
Brennan Carley de Spin llamó a la canción como "la perfección del pop", "un bien definitivo, es todo lo mejor" y predijo que la canción sería "comparable con los niveles de cobertura radiofónica y ubicuidad de 'Uptown Funk'." Esther Zuckerman de Time consideró a la canción como "la nueva canción favorita del verano", y escribió que el coro es "infeccioso".
Consequence of Sound comparó el sonido de la canción con Michael Jackson. Complex escribió: "La canción tiene un timbre de pop clásico, con The Weeknd canalizando un poco de Michael Jackson mientras canturreaba un poco, y con la producción energética de Max Martin." Renato Pagnani de Pitchfork Media colocó a la canción en la categoría de Mejor Nueva Pista e hizo la misma comparación: "Tal vez reconociendo cuán muerto esté Michael Jackson, la suplantación de Tesfaye fue su versión de "Dirty Diana", los productores anclan la pista con una línea de bajo que podría haber venido de una dimensión alterna de "Thriller", producido por el compositor de la Nueva Era, Vangelis en lugar de Quincy Jones".

### Comercial
En su tercera semana, la canción alcanzó el número 6 en el Hot 100, por lo que es su tercer sencillo en ingresar en los diez primeros, el segundo en solitario. Recientemente, alcanzó su mejor desempeño ubicándose en el número 1 superando a  «Cheerleader» de OMI. De esta manera, se convierte en la mejor posicionada en los Estados Unidos, liderando el Billboard Hot 100 por tres semanas no consecutivas. Además debutó en la décima novena ubicación en la lista Pop Songs de Billboard alcanzando semanas posteriores la primera posición.

## Lista de canciones
- Descarga digital

1. "Can't Feel My Face" – 3:35

- Sencillo en CD

1. "Can't Feel My Face" – 3:35
2. "The Hills" – 4:02

- Descarga digital[19]

1. "Can't Feel My Face" (Martin Garrix Remix) – 4:12

- Descarga digital (The Unreal Remixes EP)[20]

1. "Can't Feel My Face" (Liuos Remix) - 4:38
2. "Can't Feel My Face" (Skurken Remix) - 4:11
3. "Can't Feel My Face" (Marie Wilhelmine Anders Remix) - 5:35
4. "Can't Feel My Face" (Klordop Remix) - 4:13
5. "Can't Feel My Face" (Pyrococcus Remix) - 5:42

## Vídeo musical
El vídeo musical, dirigido por Grant Singer, fue lanzado el 28 de julio de 2015 en Apple Music.Al 20 de noviembre , el video ha recibido más de 1219 millones de visualizaciones en Youtube , convirtiéndose así en el tercer video más visto de The Weeknd , seguido de The Hills , con más 1749 millones de visualizaciones y Starboy , con más de 1969 millones de vistas. Se comienza con The Weeknd cantando en un bar a un público no impresionado que le empiezan a tirar objetos, hasta que un hombre, que apareció en el vídeo "The Hills", llega y le prende fuego. La multitud incluyendo a su interés amoroso (interpretado por Chanel Iman) se ponen de pie y comienzan a bailar. El vídeo termina cuando The Weeknd sale corriendo del bar, todavía en llamas.

## Remezclas
El 21 de agosto de 2015 el DJ y productor holandés Martin Garrix, realizó una remezla de la canción Can't Feel My Face y la subió a su cuenta de SoundCloud, el cual fue estrenado previamente en Tomorrowland 2015, esta remezcla fue un éxito para el joven productor alcanzando hasta el 10 de noviembre de 2015 más de 14 millones de reproducciones en su cuenta de SoundCloud. 
También el dúo canadiense perteneciente al sello discográfico de DJ Tiesto, Dzeko & Torres lanzaron su versión de esta canción, pero no tuvo un gran éxito como se esperaba alcanzando hasta el 10 de noviembre de 2015 206,203 reproducciones en su cuenta de SoundCloud.

## Presentaciones en vivo
The Weeknd interpretó "Can't Feel My Face" en vivo por primera vez en Apple WWDC 2015, un día antes de su lanzamiento digital. El 10 de julio, Taylor Swift invitó a The Weeknd al escenario para su 1989 World Tour en East Rutherford en el estadio MetLife. La canción fue interpretada en vivo en la televisión por primera vez en los MTV Video Music Awards del 2015. The Weeknd también cantó durante el Victoria's Secret Fashion Show, que se emitió el 8 de diciembre de 2015.

## Posicionamiento en listas

### Semanales
| Lista (2015)                              | Mejor posición |
| ----------------------------------------- | -------------- |
| Alemania (Offizielle Deutsche Charts)     | 14             |
| Argentina (Los 40 Principales)            | 1              |
| Australia (ARIA)                          | 2              |
| Austria (Ö3 Austria Top 40)               | 14             |
| Bélgica (Flandes) (Ultratop 50)           | 13             |
| Bélgica (Valonia) (Ultratop 50)           | 24             |
| Canadá (Canadian Hot 100)                 | 1              |
| Dinamarca (Tracklisten)                   | 1              |
| Escocia (Scottish Singles Sales Chart)    | 7              |
| Eslovaquia (Rádio Top 100)                | 15             |
| Eslovaquia (Singles Digitál Top 100)      | 2              |
| Estados Unidos (Billboard Hot 100)        | 1              |
| Estados Unidos (Mainstream Top 40)        | 1              |
| Estados Unidos (Hot R&B/Hip-Hop Songs)    | 1              |
| Estados Unidos (Adult Top 40)             | 2              |
| Estados Unidos (Adult Contemporary)       | 13             |
| Estados Unidos (Rhythmic)                 | 1              |
| Estados Unidos (Hot Dance Club Songs)     | 20             |
| Finlandia (OFC)                           | 11             |
| Francia (SNEP)                            | 5              |
| Hungría (Rádiós Top 40)                   | 34             |
| Hungría (Single Top 40)                   | 11             |
| Irlanda (IRMA)                            | 1              |
| Israel (Media Forest)                     | 1              |
| Italia (FIMI)                             | 9              |
| México (Billboard Inglés Airplay)         | 1              |
| México (Billboard Mexican Airplay)        | 1              |
| Noruega (VG-lista)                        | 5              |
| Nueva Zelanda (Recorded Music NZ)         | 1              |
| Países Bajos (Dutch Top 40)               | 2              |
| Reino Unido (UK Singles Chart)            | 3              |
| República Checa (Rádio Top 100)           | 47             |
| República Checa (Singles Digitál Top 100) | 2              |
| Suecia (Sverigetopplistan)                | 6              |
| Suiza (Schweizer Hitparade)               | 8              |

### Anuales
| Lista (2015)                                  | Posición |
| --------------------------------------------- | -------- |
| Alemania (Official German Charts)             | 47       |
| Australia (ARIA)                              | 12       |
| Canadá(Canadian Hot 100)                      | 8        |
| Estados Unidos Billboard Hot 100              | 12       |
| Estados Unidos Adult Contemporary (Billboard) | 30       |
| Estados Unidos Adult Top 40 (Billboard)       | 14       |
| Estados Unidos Hot R&B/Hip-Hop Songs          | 5        |
| Estados Unidos Mainstream Top 40 (Billboard)  | 3        |
| Israel (Media Forest)                         | 6        |
| Italia(FIMI)                                  | 35       |
| Nueva Zelanda (Recorded Music NZ)             | 10       |
| Reino Unido (Official Charts Company)         | 21       |

### Certificaciones
| País           | Organismo certificador | Certificación         | Ventas     | Ref.   |
| -------------- | ---------------------- | --------------------- | ---------- | ------ |
| Australia      | ARIA                   | 11× Platino           | 770, 000   | [ 70 ] |
| Bélgica        | BEA                    | Platino               | 30,000     | [ 71 ] |
| Dinamarca      | IFPI Denmark           | 3× Platino            | 270,000    | [ 72 ] |
| España         | PROMUSICAE             | 2xPlatino             | 80,000     | [ 73 ] |
| Estados Unidos | RIAA                   | 8x Platino + Diamante | 10,000,000 | [ 74 ] |
| Italia         | FIMI                   | 3× Platino            | 150,000    | [ 75 ] |
| México         | AMPROFON               | Diamante + Oro        | 330,000    | [ 76 ] |
| Nueva Zelanda  | RMNZ                   | 5× Platino            | 150,000    | [ 77 ] |
| Noruega        | IFPI Norway            | Platino               | 40,000     | [ 78 ] |
| Polonia        | ZPAV                   | 4× Platino            | 200,000    | [ 79 ] |
| Reino Unido    | BPI                    | 3x Platino            | 2,000 000  | [ 80 ] |
| Suecia         | GLF                    | 6× Platino            | 240,000    | [ 81 ] |

## En la cultura popular
- El 27 de julio de 2015, el actor Tom Cruise interpretó "Can't Feel My Face" en una "Lip Sync Battle" en The Tonight Show Starring Jimmy Fallon.[82][83]
- La canción también aparece en el videojuego del 2015 Madden NFL 16.[84]
- El cantante Stevie Wonder realizó una parodia de la canción durante un concierto de música pop sorpresa en el Summerstage de Central Park en Nueva York, el 17 de agosto de 2015.[85]
- El piloto de NASCAR David Ragan registró una lyp sync en vídeo de la canción a su auto No. 55 Toyota en respuesta a una de las preguntas más frecuentes "¿Qué se siente conducir un auto de la Copa Sprint de NASCAR?"[86][87]
- El 7 de septiembre de 2015, el popular canal de YouTube, Baracksdubs, subió un video mashup de Barack Obama cantando la canción.[88] También ha sido nombrada por Spotify, como "la canción del verano".[89][90]
- El 15 de septiembre de 2015, durante una partida del juego "The Wheel of Musical Impersonations" en The Tonight Show starring Jimmy Fallon, Jimmy Fallon cantó "Can't Feel My Face" en el estilo de Sting, y Ariana Grande cantó en el estilo de Céline Dion.
- La canción también apareció en un episodio de la temporada 2 de la serie televisiva Empire titulado "Be True", salió al aire el 21 de octubre de 2015.